# Оясио (эсминец)
Ояси́о (яп. 親潮 родительское течение) — японский эсминец типа «Кагэро». Назван в честь одноимённого холодного течения из Берингова пролива, несущего воды вдоль берегов Японии. Четвёртый по счёту из 19 эсминцев типа «Кагэро», построенных в 1937—1941 годах на японских верфях для Императорского флота Японии в рамках «Третьей программы расширения военно-морских вооружений» (Maru San Keikaku).

## Предыстория
Эскадренные миноносцы типа «Кагеро» были внешне практически идентичны эсминцам типа «Асасио», но с улучшениями, сделанными японскими конструкторами. Они были разработаны, чтобы сопровождать японские главные силы и отражать нападения ВМС США в дневное и ночное время по мере продвижения через Тихий океан, в соответствии с японскими военно-морскими стратегическими прогнозами. Несмотря на то что эсминцы типа «Кагеро» относились к одним из самых мощных кораблей своего класса в мире в момент их завершения, только один из 19 построенных выжил во время войны на Тихом океане.

## История
Заложен в марте 1938 года на верфи Maizuru KK, спущен 29 ноября 1938 года, вошёл в строй 20 августа 1940 года.
Во время нападения на Пёрл-Харбор, «Оясио» был включён в 15-й дивизион эсминцев 2-го флота и базировался на Палау. Использовался как часть эскорта для авианосца «Рюдзё» во время вторжения на Филиппины и минного заградителя «Ицукусима».
В начале 1942 года «Оясио» участвовал во вторжении в Голландскую Ост-Индию, сопровождая силы вторжения в Манадо, Кендари и Амбон в январе, а также силы вторжения в Макассар, Тимор и Яву в феврале. 8 февраля «Куросио» спас выживших при потоплении «Нацусио». 5 марта при содействии эсминца «Куросио» потопил минный заградитель британского флота. В конце марта сопровождал авианосец «Кага» из залива Staring-baai в Сулавеси на базу в Сасебо.
В конце апреля «Оясио» отправился из Куре для оказания помощи в оккупации островов Кагаян близ Палавана в начале мая, а 17 мая вернулся с повреждённым авианосцем «Сёкаку» из Манилы в Куре. В начале июня «Оясио» вышел из Сайпана для сопровождения транспортов по перевозки войск для участия в битве за Мидуэй.
В середине июня 1942 года «Оясио» был включён в корабли сопровождения крейсеров для участия в планируемом рейде в Индийском океане, но операция была отменена к тому времени он достиг Мергуи в Бирме. После этого он был переназначен в качестве корабля сопровождения крейсеров «Кумано» и «Судзуя», действовавших в районе Баликпапана и Соломоновых островов. Во время битвы за Восточные Соломоновы острова 24 августа «Оясио» был частью передового соединения 2-я флота (вице-адмирал Нобутакэ Кондо), но в бою участия так и не принял. В течение сентября «Оясио» использовался для патрулирования между островами Трук и Гуадалканалом, а в октябре присоединился к «Токио Экспресс», снабжавшему подкреплениями, оружием и боеприпасами армейские силы, действовавшие на островах вокруг Новой Гвинеи и Соломоновых островах. Во время битвы за Санта-Крус 26 октября 1942 года «Оясио» был включён в силы поддержки адмирала Такэо Курита, вернувшись после битвы к острову Шортленд вместе с крейсерами «Мая» и «Судзуя». Во время морского сражения за Гуадалканал 13—15 ноября «Оясио» произвёл торпедные атаки американского линкора USS Washington. После битвы эсминец вернулся с крейсером «Чокай» в Рабаул. 21 ноября «Оясио» совершил вылазку из Рабаула, чтобы помочь эсминцу «Умикадзэ». Во время боя у Тассафаронга 30 ноября «Оясио» торпедировал американский крейсер USS Northampton.
9 февраля «Оясио» вместе с войсковым транспортом «Хакодзаки Мару» вернулся в Военно-морской арсенал Куре для ремонта. 10 апреля он вместе с авианосцами «Чуйо» и «Тайо» прибыл на Трук. В конце апреля «Оясио» был перебазирован на остров Шортленд и переназначен для сопровождения войсковых транспортов.
В ночь с 7 на 8 мая 1943 года «Оясио», сопровождая транспорты с войсками на Коломбангару, подорвался на минах при выходе из Вилы (Коломбангара). Вскоре эсминец подвергся воздушному нападению, в ходе которого от прямого попадания бомбы погибли 91 член экипажа. Корабль затонул у острова Рендова в точке 08°08′ ю. ш. 156°55′ в. д.. Удалён из списков флота 20 июня 1943 года.